# Stazione di Polesella
Stazione di Polesella vasútállomás Olaszországban, Veneto régióban, Polesella településen.

## Vasútvonalak
Az állomást az alábbi vasútvonalak érintik:
- Padova–Bologna-vasútvonal

## Kapcsolódó állomások
A vasútállomáshoz az alábbi állomások vannak a legközelebb: 
- Stazione di Arquà
- Stazione di Canaro